# Geschichte der christlichen Mission
In Ergänzung zur Kirchengeschichte oder Christentumsgeschichte befasst sich die Missionsgeschichte als Teilbereich der Missionswissenschaft besonders mit der Ausbreitung des Christentums.

## Mission im Römischen Reich von 30 bis 500

### Urchristentum
Im Evangelium nach Matthäus steht der oft zitierte sogenannte Missionsbefehl:
„Mir ist alle Macht gegeben im Himmel und auf der Erde. Darum geht zu allen Völkern und macht alle Menschen zu meinen Jüngern; tauft sie auf den Namen des Vaters und des Sohnes und des Heiligen Geistes, und lehrt sie, alles zu befolgen, was ich euch geboten habe. Seid gewiss: Ich bin bei euch alle Tage bis zum Ende der Welt.“ (Mt 28,18–20 ).
Jesus von Nazaret wirkte zwei bis drei Jahre im jüdischen Umfeld zusammen mit seinen jüdischen Jüngern. Nach Jesu Tod hielt die judenchristliche Gemeinde am Gedenken seiner im Abendmahl fest, das aus dem messianischen Gedenken der Pessachhaggada entnommen war. Sie erwartete sein Wiederkommen. Ein wichtiger Leiter war der „Herrenbruder Jakobus“. Damals gab es Juden nicht nur in Palästina, sondern auch in der Diaspora in Ägypten, Kleinasien, Griechenland und Italien, und es gab eine kurze Zeit jüdischer Proselytenwerbung. Man schätzt den Anteil der Juden an der damaligen Gesamtbevölkerung des Römischen Reiches auf etwa 7 %.
Ihre Kenntnis des Tanach, das von Christen Altes Testament genannt wurde, war beim Verständnis des christlichen Glaubens ein großer Vorteil, und so waren auch die Führer der jungen christlichen Bewegung überwiegend Juden, wie auch Paulus einer war. Eine stärkere Loslösung vom Judentum setzte mit seiner Theologie und Mission (um 50 n. Chr.) ein – damit begann die entscheidende Phase der Verselbständigung des Christentums. Der große Jüdische Krieg gegen die Römer (66–70 n. Chr.) verstärkte eine endzeitliche Stimmung; durch die Katastrophe der Tempelzerstörung verlor auch das an jüdische Traditionen gebundene Judenchristentum an Bedeutung im Rahmen der ganzen christlichen Bewegung. Unter den Autoren der nachneutestamentlichen Texte, etwa den Kirchenvätern, gab es kaum mehr Juden, und nur wenige konnten Hebräisch (Origenes, Hieronymus) verstehen.

### Heidenchristentum
Bereits in der Apostelgeschichte (Apg 8,27-39 ) wird von der Begegnung, Bekehrung und Taufe des äthiopischen Kämmerers durch den Diakon Philippus berichtet. Nach koptischer Überlieferung soll er nach seiner Bekehrung das Evangelium in Südarabien (Arabia eudaimon) und in Ceylon (Taprobane) verkündigt haben.
Laut (Apg 10,9-16 ) waren der gottesfürchtige römische Hauptmann Kornelius und sein Haus, die in Caesarea Maritima stationiert waren, die nächsten heidnischen Personen, die durch einen Engel und den Apostel Simon Petrus das Evangelium von Jesus Christus erfuhren und den Heiligen Geist empfingen. Wichtig für die Ausbreitung des christlichen Glaubens war die Verwendung der griechischen Sprache, die im Römischen Reich die wichtigste Handelssprache war. Alle Bücher und die meisten Texte des Neuen Testaments sind in griechischer Sprache verfasst. Ein wichtiges Zentrum für die Ausbreitung des christlichen Glaubens auch unter Nichtjuden (oder „Heiden“, siehe Heidenchristen) war Antiochia in Syrien. Dort wurden die Anhänger Jesu erstmals „Christen“ (Christianoi) (Apg 11,26 ) genannt. Von dort starteten Barnabas und Paulus ihre erste Missionsreise. Anfangs wurden einzelne Städte erreicht, und von dort begann eine allmähliche Ausbreitung auch in der ländlichen Umgebung.
Die Ausbreitung des christlichen Glaubens erfolgte rasch. Um 55 n. Chr. war ein beträchtlicher Teil der Bevölkerung in Ephesos Christen, so dass die unter Absatzrückgang leidenden Silberschmiede gegen Paulus protestierten (Apg 19,23–29 ), und Paulus kontaktierte die Gemeinde in Rom, weil er ihre Unterstützung für eine Mission in Spanien wollte, denn er hatte im Oströmischen Reich kein Arbeitsfeld mehr (Röm 15,18–24 ).
Wesentlich für die Zunahme des christlichen Glaubens im römischen Reich war der Zugang, die Würdigung und der Einbezug von Sklaven und Frauen in den Gemeinden und im Gottesdienst. Taten der Barmherzigkeit und Unterstützung Bedürftiger und Armer galten als wichtige geistliche Aufgaben, wodurch schnell ein tragfähiges Netz der Wohltätigkeit entstanden war. Attraktiv war das Christentum nach dem Zeugnis vieler Neubekehrter auch, weil es an alle einen hohen ethischen Anspruch an die eigene Lebensführung stellte, zur Heiligung aufrief und so einen positiven Gegenpol zur von Ungleichheit und Brutalität geprägten römischen Lebensweise bildete.
Nach Überlieferungen waren die Apostel Judas Thaddäus und Bartholomäus in der zweiten Hälfte des ersten Jahrhunderts nach Armenien gegangen und hatten dort missioniert, gepredigt, christliche Gemeinden gegründet und das Martyrium erlitten. Eine erste Erwähnung armenischer Christen findet sich in der um 197 verfassten Streitschrift „Adversus Judaeos“ von Tertullian, worauf die heutige Armenische Apostolische Kirche Bezug nimmt.
Nach Zeugnissen von Origenes (185–253), Hieronymus (347–420) und weiteren Kirchenvätern soll auch der Apostel Thomas vielen Menschen im Gebiet des heutigen Irak, Iran und Indien das Evangelium verkündet haben. In den 70er Jahren des 1. Jahrhunderts sei er bei Mailapur infolge seiner Missionstätigkeit getötet worden; seine Nachfolger wurden Thomaschristen genannt.
Nestorius (384–453) war Patriarch von Konstantinopel und trat zurück, als die von ihm vertretene Lehre von Maria als Christusgebärerin auf dem Konzil von Ephesos 431 verurteilt wurde. Viele seiner Anhänger wanderten wegen Verfolgung durch die katholische Kirche nach 489 ins persische Sassanidenreich aus, und Edessa im Südosten der Türkei wurde zum Zentrum des Nestorianismus. Trotz Behinderungen konnten die Nestorianer vor allem als Händler über die Seidenstraße eine rege Missionstätigkeit entfalten und unter den Turkvölkern, in der Mongolei, in Xinjiang im Nordwesten der heutigen Volksrepublik China, in Sumatra und in Japan christliche Gemeinschaften gründen. Im 13. Jahrhundert war die Blütezeit dieser Kirchen und Netzwerke, aber durch den muslimischen Mongolenführer und Eroberer Timur Lenk im 14. Jahrhundert erfolgte eine weitgehende Zerstörung und Vernichtung. Die Assyrische Kirche des Ostens hat diese und auch spätere Verfolgungen überlebt.

## Mission im Mittelalter
Im Europa des 6. bis 8. Jahrhunderts wurde die Ausbreitung des Christentums besonders durch die keltisch-irische und die angelsächsische Mission vorangetrieben. Ursprünglich eingeleitet von Gregor dem Großen waren in der Folgezeit verschiedene Einzelpersonen prägend, wie z. B. Columban von Luxeuil, Gallus, Kilian, Willibrord und Bonifatius.
Im Östlichen Christentum waren einige katholische Orden (z. B. Zisterzienser, Benediktiner) während der Zeit der Kreuzzüge tätig. Einige Niederlassungen so wie z. B. das Kloster Balamand legen Zeugnis über die Präsenz der Zisterzienser im 12. Jahrhundert im heutigen Libanon ab. Das griechisch-orthodoxe Christentum breitete sich im 9. Jahrhundert von Konstantinopel nach Norden aus und wurde 988 durch den Großfürsten Wladimir den Großen als Staatsreligion der Kiewer Rus eingeführt, was als Beginn der Russisch-Orthodoxen Kirche angesehen werden kann, die danach stark mit den weltlichen Machthabern verflochten war.

## Die katholische Mission ab 1500
Im spanischen Kolonialreich und den portugiesischen Kolonien nahm die Missionierung der indigenen Bevölkerungen in Amerika, Asien und Afrika einen wichtigen Platz in der allgemeinen Kolonialpolitik ein. Nach der Entdeckung Amerikas 1492 hatte Papst Alexander VI. am 4. Mai 1493 in einer Bulle dem König von Spanien und seinen Erben die entdeckten Inseln und Gebiete des Festlandes geschenkt und übertragen. Damit war aber auch die Verpflichtung verbunden, die Menschen dieser neuen Gebiete durch gute Gelehrte und tadellose Männer zu evangelisieren, zu missionieren und zu erziehen.
In Mexiko betätigten sich seit den frühen 1520er Jahren Missionare der Franziskaner an der Missionierung. Später kamen auch weitere katholische Orden (Augustiner-Eremiten und Dominikaner) hinzu. Besonders bekannt wurde die Mission der Jesuiten in Paraguay. Sie waren aber auch in anderen Teilen des spanischen Kolonialreichs tätig: Besonders in den heute zu Bolivien gehörigen Regionen Mojos und Chiquitos, in Chile auf der Insel Chiloé, im Amazonasgebiet (hier besonders an den Oberläufen des Amazonas), besonders aber im Nordosten von Mexiko, bei den Pima und Seri, wurden jesuitische Missionsstationen gegründet. In der Historiographie ist umstritten, wie stark diese Gebiete vom eigentlichen Kolonialsystem unabhängig waren. Sowohl die Jesuiten als auch die anderen Orden waren in abgelegenen Gebieten tätig, welche zum Teil noch nicht von den Kolonialmächten kontrolliert wurden. So arbeiteten die Dominikaner beispielsweise am Orinoko (auch Alexander von Humboldt wies auf ihre Arbeit hin). Wie ambivalent das Verhältnis von Mission und Kolonisation zu beurteilen ist, wird an dem Beispiel von Bartolomé de Las Casas (1484–1566) deutlich. Zwar war er ein vom spanischen Staat entsandter katholischer Missionar, entwickelte sich aber zu einem der profiliertesten Gegner der Ausbeutung der Indios.
Die Jesuiten waren auch im Kolonialreich einer anderen wichtigen katholischen Kolonialmacht, Frankreich, tätig. Besonders bekannt ist ihre Arbeit unter den Irokesen und Huronen in Kanada. Zu den bekannten Märtyrern zählen Johannes de Brébeuf und sieben seiner Gefährten, deren Geschichte im Spielfilm Black Robe verarbeitet ist.
Neben den Gebieten in Amerika, waren die Missionsorden auch auf den Philippinen tätig. Besonders auf der Hauptinsel Luzon, aber auch auf Jolo, Mindanao und Zebu fanden Jesuiten, Augustiner und Dominikaner offene Türen. In anderen Teilen Asiens dagegen hatten sie weniger Erfolg.
Ein wichtiges Gebiet der katholischen Mission wurde im 19. Jahrhundert Afrika. Neben den Jesuiten betätigten sich beispielsweise die Weißen Väter, zunehmend aber auch – nach protestantischem Vorbild – katholische Laiengesellschaften an der Missionierung.
Im Christlichen Orient gab es ab dem 16. Jahrhundert eine Welle der Missionierung durch mehrere katholische Orden, die von Armenien bis Sudan (Comboni-Missionare) und vom Libanon (Jesuiten, Franziskaner) sowie Anatolien bis Iran tätig waren. Sie gründeten meist Schulen (1875 die Universität Saint Joseph im heutigen Libanon) und Krankenhäuser. Die Missionierungen führten meist zu neuen Kirchengründungen bzw. Abspaltungen von den orthodoxen bzw. altorientalischen Kirchen: (syrisch-katholische, griechisch-katholische (Melkiten), armenisch-katholische (Mechitaristen), katholisch-koptische Kirchen, den sogenannten unierten Kirchen) oder katholischen Ostkirchen und zu Versuchen der Latinisierung z. B. bei den Maroniten.
Weitere Betätigung fand die Mission im Osmanischen Reich, über deren Tätigkeit auch Die katholische Mission berichtete. Die Verfolgung der Armenier und eine ablehnende Haltung gegenüber dem Islam spielten bei der Legitimation der eigenen Tätigkeit gegenüber dem deutschen Publikum eine Rolle.

## Die protestantische Mission ab 1600
Der im niederländischen Utrecht lehrende reformierte Theologieprofessor Gisbert Voetius (1589–1676) schuf 1642 mit seiner „de theologia practica“ einen der ersten konkreten Entwürfe, wie Heiden für den christlichen Glauben gewonnen, neue Kirchgemeinden in Ostindien (heute Indonesien) gegründet, aufgebaut und geführt werden könnten.
Der aus England stammende puritanische Pastor John Eliot (1604–1690) lernte ab 1632 in Neuengland die Massachusett-Sprache, um den dortigen Algonkin-Indianer das Evangelium zu verkündigen. Er taufte 1646 den ersten Indianer in Newton bei Boston, gründete vierzehn christliche Siedlungen (englisch: praying villages) bekehrter Indianer (praying indians) und konnte 1663 eine erste übersetzte Bibel herausgeben. Dazu wurde 1649 die Corporation for the Promoting and Propagating the Gospel of Jesus Christ in New England gegründet, eine der ersten Missionsgesellschaften.
Der Deutsche Justinian von Welz veröffentlichte im Jahr 1664 mehrere Schriften über Bedeutung und Umsetzbarkeit der Weltmission, stieß aber unter lutherischen Theologen auf starken Widerspruch und nur wenig Zustimmung.
Die deutsche evangelische Missionsbewegung verstärkte sich ab 1705 wesentlich mit der Entsendung von Bartholomäus Ziegenbalg und anderen Missionaren nach Tranquebar in Indien durch die Dänisch-Hallesche Mission, die 1706 dort ankamen. Damit war eine der ersten internationalen Missionsgesellschaften gegründet, zu der der dänische König Friedrich IV., die englische Society for Promoting Christian Knowledge (SPCK) und der führende Pietist August Hermann Francke aus Halle beitrugen.
1721 reiste der norwegische lutherische Pastor Hans Poulsen Egede im Auftrag der dänischen Krone an die Westküste Grönlands und versuchte bis 1736, die Inuit, die Bewohner Grönlands, für den evangelischen Glauben zu gewinnen.
1732 gilt als Geburtsstunde der Weltmission durch die Herrnhuter Brüdergemeine, die von Graf Nikolaus Ludwig von Zinzendorf gegründet wurde. Durch Missionare, die aus der kleinen sächsischen Gemeinde Herrnhut gesendet wurden, sind bis 2018 rund 1.700 Gemeinden in über 40 Ländern und mit über einer Million Mitglieder entstanden.
Etwas stärker als bei der katholischen Mission war die Missionsarbeit der Protestanten auf bereits kolonialisierte Gebiete ausgerichtet. Die frühen protestantischen Kolonialmächte (England beziehungsweise Großbritannien und Niederlande) zeigten aber nicht das gleiche und privilegierte Interesse an der Evangelisierung der unterworfenen Bevölkerungen. Ab dem 16. Jahrhundert gab es zusammen mit dem Kolonialismus der Weltmächte auch eine Verbindung zur Ausbreitung des Christentums. Missionare zogen teilweise mit Händlern und Soldaten und waren in einigen Fällen auch an der Ausbeutung, Unterwerfung, Zerstörung von Kulturen, Verletzung der Menschenrechte und Menschenwürde beteiligt. Aber erst im 19. Jahrhundert wurde von britischer Seite die Missionsarbeit als ein Instrument staatlicher Kolonialpolitik begriffen. So konnten sich die zum Ende des 18. Jahrhunderts gegründeten Missionsgesellschaften unter staatlichem Schutz betätigen. Zu diesen Gesellschaften gehörten unter anderem die 1701 gegründete Society for the Propagation of the Gospel in Foreign Parts (SPG), die London Missionary Society, die Church Missionary Society, die Scottish Mission Society und in Deutschland die Berliner Missionsgesellschaft oder die Leipziger Missionsgesellschaft. Missionsgebiete waren besonders, der kolonialen Ausbreitung folgend, Afrika und Indien. Es wurden zwischen den einzelnen Missionsgesellschaften Verträge abgeschlossen, so dass auch deutsche Missionare in englische Protektorate oder Kolonien gehen durften. Aber auch einzelne karibische Inseln, die Philippinen durch US-amerikanische Gesellschaften und China waren Ziele der Missionierung. Daneben gab es eine große Zahl von Missionen, die bewusst unabhängig von Staat oder nationalen Kirchen agierten, wie etwa die Basler Mission (gegründet 1815) oder die China Inland Mission von Hudson Taylor (gegründet 1865). Auch die im 19. Jahrhundert gegründeten Missionen in Skandinavien (Dänische Missionsgesellschaft, 1821; Norwegische Missionsgesellschaft, 1842; Finnische Missionsgesellschaft, 1859) standen wie viele andere – vor allem interdenominationelle und internationale Glaubensmissionen – nicht im Verdacht, nationale Kolonialpolitik zu unterstützen.
1832 kam als erster Missionar der pietistische Lutheraner Karl Gützlaff nach Korea, der sonst eigentlich in China gewirkt hatte. 1865 folgte der kongregationalistische Waliser Robert Jermain Thomas, der Bibeln und christliche Traktate in chinesischer Schrift verteilte, was damals verboten war. Nach dem Ende der Christenverfolgung (1871) kamen 1873 die Schotten John Ross und John MacIntyre ins Land, die die Übersetzung des Neuen Testaments in die Hangeul-Alphabetschrift vorantrieben und 1879 erste Koreaner tauften. Erste evangelische Gemeinden entstanden 1882 in Uiju und 1887 in Sorae und Seoul. Eine wichtige Rolle spielte der Presbyterianer Horace Newton Allen, der als Arzt für das Königshaus arbeiten konnte und so den Weg für weitere Missionare erleichterte. Ab 1885 evangelisierten der Presbyterianer Horace Grant Underwood und der Methodist Henry Gerhart Appenzeller, die eigentlich nur medizinische und pädagogische Arbeit leisten sollten.
Nach dem Ende des Japanisch-Chinesischen Krieges 1895 erlebte vor allem der Presbyterianismus ein starkes Wachstum, denn viele Koreaner sahen im christlichen Glauben eine Hoffnung für ihr Land. Seit 1907 erfasste eine Erweckungsbewegung das Land, und die protestantischen Kirchen wuchsen bis 1939 auf mehr als 360.000 Mitglieder an. 1945 bis 1953, nach der Befreiung von der japanischen Herrschaft, der Teilung Koreas und dem Koreakrieg flohen viele Protestanten aus Nordkorea in den Süden. Dort erlebte der Protestantismus enormes Wachstum bis um 1990, als die etwa 200 evangelischen Denominationen auf ungefähr 8 Millionen Mitglieder kamen.

## 21. Jahrhundert
Die Beurteilungen über die neuzeitlichen Missionsbemühungen aus dem Westen fallen im 21. Jahrhundert kontrovers, differenziert oder vielschichtig aus. Denn Missionare der vergangenen Jahrhunderte waren immer auch Kinder ihrer Zeit und daher ebenso von Kolonialismus, Rassismus, kultureller Überheblichkeit, Machtausübung und wirtschaftlichen und privaten Interessen in unterschiedlichem Grad betroffen und beteiligt. Im Gegenzug wurden besonders von Personen vor Ort auch die Verdienste und das Erbe von Missionaren, Missionsschulen und Gesundheitseinrichtungen wahrgenommen und geschätzt, denn sie haben das Evangelium gebracht, manchmal eine Schriftkultur entwickelt und in der Folge zur Verbesserung der Bildung, Gesundheit, Lebenserwartung, Menschenwürde und Gleichheit wesentlich beigetragen. Zudem haben die Missionsschulen viele Anführer der afrikanischen Unabhängigkeitsbewegung hervorgebracht.
Die weltweite Missionsbewegung hat im 21. Jahrhundert ihre geographische Richtung gewechselt, denn der zunehmend säkulare Norden wird nun mehr von Menschen aus dem globalen Süden missioniert, teilweise sogar in Zusammenarbeit und mit ideeller und finanzieller Unterstützung westlicher Missionsgesellschaften. Die Volkskirchen Europas haben weitgehend die Missionstätigkeit eingestellt. Dagegen üben Tausende von Missionaren aus aller Welt aus evangelikalen Gemeinden und Pfingstkirchen eine aktive Missionstätigkeit in Lateinamerika, Asien und auch Afrika aus, wo inzwischen zwei Drittel der Christen leben und das Christentum die größten Wachstumsraten aufweist.

## Missionswissenschaftler – Fachgebiet Missionsgeschichte
- Bernd Brandl (* 1954), deutscher evangelischer Theologe, Missionar, Kirchen- und Missionshistoriker
- Klaus Fiedler (1942), deutscher evangelischer Theologe, Missionswissenschaftler und Missionshistoriker
- Paul Gäbler (1901–1972), deutscher evangelischer Theologe, Missionar und Missionswissenschaftler
- Hans-Werner Gensichen (1915–1999), deutscher evangelisch-lutherischer Theologe, Kirchenhistoriker und Missionswissenschaftler
- Karl Hartenstein, deutscher evangelischer Theologe und Missionsleiter
- Frank Hinkelmann (* 1967), deutscher evangelischer Kirchen-, Missionshistoriker und Rektor eines theologischen Seminars
- Carl Paul (1857–1927), deutscher evangelisch-lutherischer Theologe, Missionswissenschaftler und Autor
- Julius Richter, deutscher evangelischer Theologe und Missionswissenschaftler
- Joseph Schmidlin (1876–1944), elsässischer katholischer Theologe und Missionswissenschaftler
- Andrew F. Walls (1928–2021), britischer Missionshistoriker
- Gustav Warneck (1834–1910), deutscher evangelischer Theologe und Missionswissenschaftler
- Klaus Wetzel (* 1952), deutscher evangelischer Theologe und Missionswissenschaftler

### Gesamtdarstellungen
- Marcel Bauer: Pioniere und Propheten, EOS-Verlag, Sankt Ottilien 2014.
- Rebekka Habermas, Richard Hölzl (Hg.): Mission global. Eine Verflechtungsgeschichte seit dem 19. Jahrhundert. Böhlau, Köln 2014, ISBN 978-3-412-22203-1.
- Ulrich van der Heyden, Heike Liebkau: Missionsgeschichte – Kirchengeschichte – Weltgeschichte. Christliche Missionen im Kontext nationaler Entwicklungen in Afrika, Asien und Ozeanien. Franz Steiner Verlag, Stuttgart 1996, ISBN 3-515-06732-9.
- Ulrich Heyden, Andreas Feldtkeller (Hg.): Missionsgeschichte als Geschichte der Globalisierung von Wissen. Transkulturelle Wissensaneignung und -vermittlung durch christliche Missionare in Afrika und Asien im 17., 18. und 19. Jahrhundert (= Missionsgeschichtliches Archiv. Bd. 19). Franz Steiner Verlag, Stuttgart 2012, ISBN 978-3-515-10196-7.
- J. Hebert Kane: A concise history of the christian world mission. A panoramic view of missions from pentecost to the present. Baker, Grand Rapids 1982, ISBN 0-8010-5395-1.
- Bernhard Maier: Die Bekehrung der Welt. Eine Geschichte der christlichen Mission in der Neuzeit. C.H. Beck, München 2021, ISBN 978-3-406-77443-0.
- Karl Müller, Werner Ustorf (Hrsg.): Einleitung in die Missionsgeschichte. Tradition, Situation und Dynamik des Christentums. Kohlhammer, Stuttgart 1995, ISBN 3-17-011080-2.
- Stephen Neill: Geschichte der christlichen Mission Herausgegeben und ergänzt von Niels-Peter Moritzen. Verlag der Ev.-Luth. Mission, Erlangen, 2. Aufl. 1990.
- Harry Noormann: Arbeitsbuch Religion und Geschichte: Das Christentum im interkulturellen Gedächtnis. Band 1, W. Kohlhammer Verlag, Stuttgart 2009, ISBN 978-3-17-020029-6.
- Michael Sievernich: Die christliche Mission. Geschichte und Gegenwart. Wissenschaftliche Buchgesellschaft, Darmstadt 2009, ISBN 978-3-534-19515-2.
- Michael Sievernich: Christliche Mission, in: Europäische Geschichte Online, hrsg. vom Institut für Europäische Geschichte (Mainz), 2013.
- John Mark Terry, Robert L. Gallagher: Encountering the History of Missions – From the Early Church to Today. Baker Academic, Grand Rapids 2017, ISBN 978-0-8010-2696-6.
- Dolf-Alexander Neuhaus: Jenseits von Nation und Imperium. Interaktionen koreanischer Austauschstudierender und japanischer Protestanten. Campus Verlag, Frankfurt am Main 2024, ISBN 978-3-593-51739-1.

### Lexika
- Gerald H. Anderson: Biographical Dictionary of Christian Missions. Macmillan Reference, New York 1998, ISBN 0-02-864604-5.
- A. Scott Moreau (Hrsg.): Evangelical Dictionary of World Missions. Baker Books, Grand Rapids 2000, ISBN 0-8010-2074-3.
- S. Neill, N.-P. Moritzen, E. Schupp (Hrsg.): Lexikon zur Weltmission. Theologischer Verlag R. Brockhaus, Wuppertal 1975, ISBN 3-7974-0054-3.

### Einzelne Kirchen und Konfessionen

#### Katholische Mission
- Michael Sievernich: Katholische Mission, in: Europäische Geschichte Online, hrsg. vom Institut für Europäische Geschichte (Mainz), 2013.
- Johannes Meier: Bis an die Ränder der Welt: Wege des Katholizismus im Zeitalter der Reformation und des Barock. Aschendorff, Münster 2018, ISBN 978-3-402-13256-2.

#### Protestantische Mission
- Andreas Feldtkeller: Protestantische Mission, in: Europäische Geschichte Online, hrsg. vom Institut für Europäische Geschichte (Mainz), 2013.
- Horst R. Flachsmeier: Geschichte der evangelischen Weltmission. Brunnen, Giessen/Basel 1963, DNB 451290496.
- Paul Gäbler: Geschichte der evangelischen Mission in: Evangelisches Kirchenlexikon – Kirchlich-theologisches Handwörterbuch, Vandenhoeck & Ruprecht, Göttingen, 2. unveränderte Auflage 1962, Band H–O, Spalte 1347–1355.

### Einzelne Epochen, Länder und Gesichtspunkte
- Ana María Bidegaín de Urán: Así actuaron los cristianos, en la historia de América Latina, Bd. 1: Desde la Edad Media, hasta el siglo XVIII. Confederación Interamericana de Educación Católica (CIEC), Bogotá 1985 (zur Missionsgeschichte der spanischen und portugiesischen Kolonien in Lateinamerika).
- Hans-Werner Gensichen: Die Kirche in ihrer Geschichte. Missionsgeschichte der neueren Zeit. 3. Auflage, Vandenhoeck & Ruprecht, Göttingen 1976, ISBN 3-525-52383-1.
- Peter Horsfield: From Jesus to the Internet. A history of Christianity and media. Wiley & Sons, New York 2015, ISBN 978-1-118-44735-2 (Missionsgeschichte als Geschichte der Medien der Verkündigung des Evangeliums).
- Johannes Meier: Bis an die Ränder der Welt: Wege des Katholizismus im Zeitalter der Reformation und des Barock, Aschendorff, Münster 2018, ISBN 978-3-402-13256-2.
- Johannes Paul: Von Grönland bis Lambarene. Reisebeschreibungen christlicher Missionare aus drei Jahrhunderten (pdf). Evangelische Verlags-Anstalt, Berlin 1951.
- Ruth A. Tucker: Bis an die Enden der Erde. Missionsgeschichte in Biographien. Ernst Franz Verlag, Metzingen 1996, ISBN 3-7722-0208-X.
- Klaus Wetzel: Missionsgeschichte Deutschlands (= Korntaler Reihe. Bd. 2). VTR, Nürnberg 2004, ISBN 3-937965-18-1.